# Leite (Hang)
Eine Leite bezeichnet einen Berghang oder Abhang. Das heute im oberdeutschen Sprachraum gebräuchliche Wort steht insbesondere für einen recht steilen Berghang, als Böschung, im Gebirge auch eine Bergflanke, der früher etwa als Weide für Schafe oder Ziegen genutzt wurde.
Das Wort Leite (f) geht auf das ahd. (h)lîta und das mhd. lîte zurück und bedeutet „die Geneigte“. Im Oberdeutschen ist auch die Form Leiten gebräuchlich, in niederdeutschen Namen steht Liet für einen Abhang.
Das Wort ist in Flur- wie auch Siedlungsnamen äußerst produktiv. Beispiele sind:
- Leiten (mehrere Dutzend; 38 Siedlungsnamen, nur ein Flurname in Österreich),[3]
- Leitner (mehrere Dutzend; 30 Siedlungsnamen in Österreich),[3]
- Leite ist selten – was die Dominanz der oberdeutschen -n-Form zeigt (Leite ist eine Rückverhochdeutschung)
- (hohe) Liet(h), niederdeutscher Flurname, beispielsweise Hohe Lieth zwischen Cuxhaven und Bremerhaven und Liethberg in Goslar

Gerade als Hofname geht die Wurzel auch auf zahlreiche Herkunftsnamen über: Leitner ist der 21.-häufigste Familiennamen in Österreich, andere Schreibweisen sind Leidner, Leittner, Leuthner, Leutner oder sehr vereinzelt Laitner. Seltener (oder anderer Herkunft) ist – entsprechend der Form Leite – Leiter. Hier gibt es ebenfalls zahllose Zusammensetzungen.
Auf den Leite-Flächen hat sich, insbesondere auch, wenn sie seit längerer Zeit brach liegen, oft eine charakteristische Flora einer trockenen Hanglage entwickelt. Beispiele für deswegen unter Naturschutz stehende Fluren sind:
- Hechenberger Leite (NSG, Bayern)
- Arnsberger Leite (NSG, Altmühltal, Bayern)
- Hohe Leite (ein Bergrücken bei Haßlach, Deutschland)
- Berghofer Leite (Ostallgäu)
- Alte Leite (NSG, Erzgebirgskreis, Sachsen)
- Eichenleite, kulturhistorisch für Weimar bedeutsame Hanglage